# Gran Mezquita de Uchda
La Gran Mezquita de Oujda es la histórica mezquita principal de los viernes de Oujda, Marruecos . Fue fundada por el sultán mariní Abu Ya'qub Yusuf en 1296.

## Arquitectura
La mezquita es grande y ligeramente irregular en su planta debido a múltiples expansiones y modificaciones a lo largo de los siglos. Se  cree que el mihrab de la mezquita (nicho que simboliza la dirección de la oración) y los arcos ornamentales cercanos datan de su construcción original, mientras que el patio actual ( Sahn ) y gran parte de la sección noreste de la mezquita es de una construcción posterior. La mayor parte de la mezquita es de una construcción simple con forma hipóstila al igual que otras mezquitas marroquíes. Un minarete bien proporcionado, de 24 metros de altura y con fachadas decoradas, se alza en el lado occidental de la mezquita. El minarete probablemente fue construido o terminado en 1317, un par de décadas después de la fundación de la mezquita. 

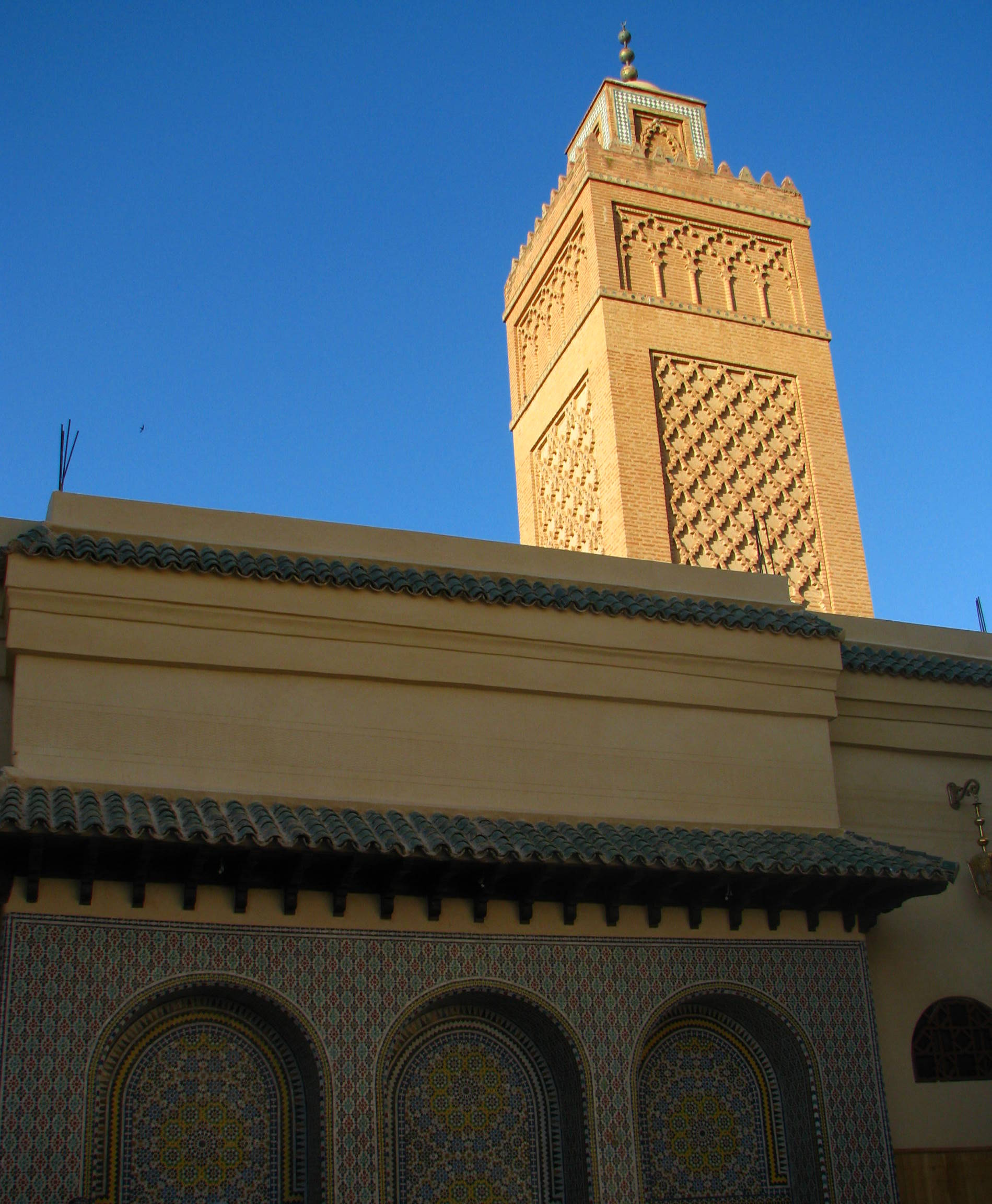
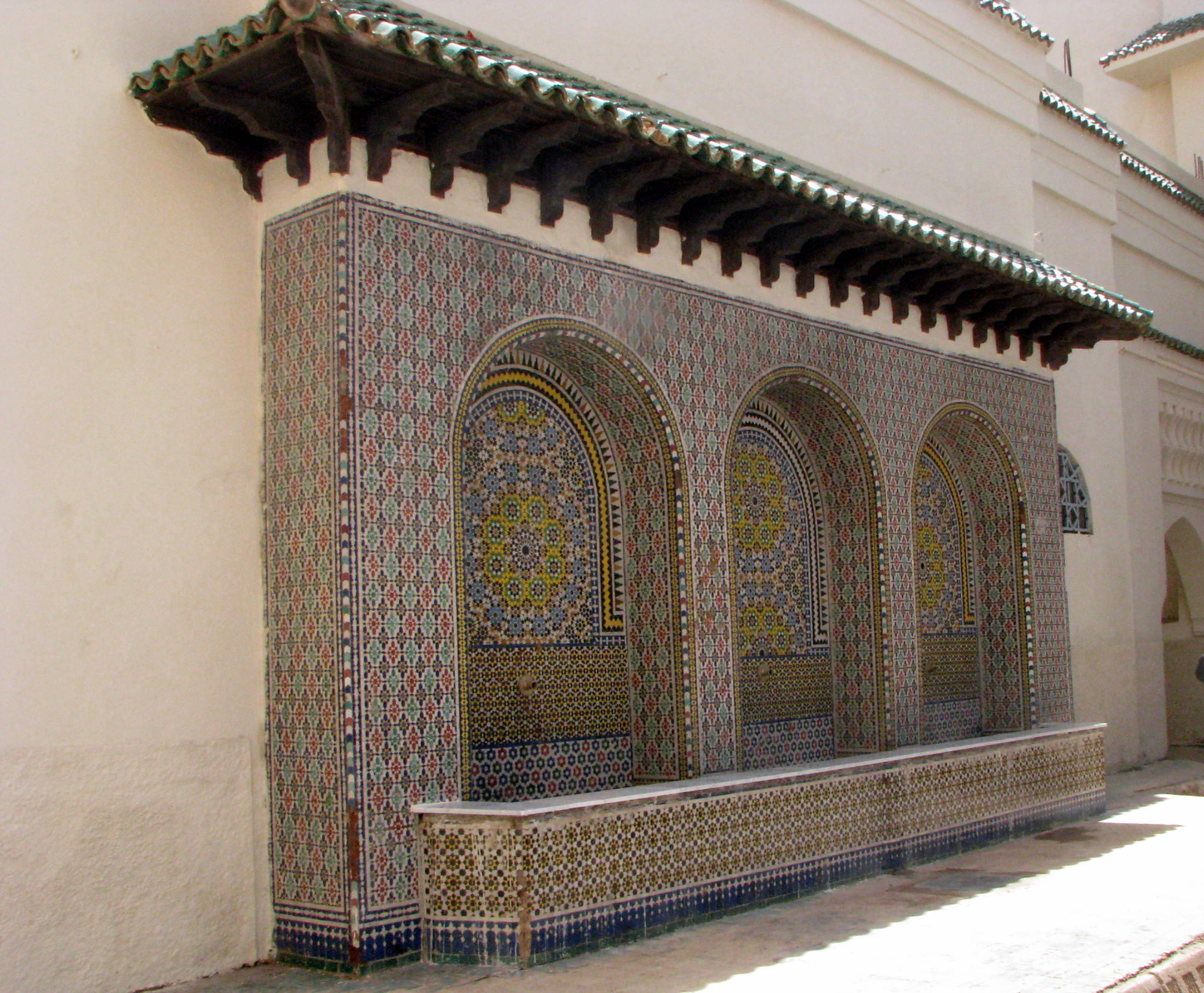
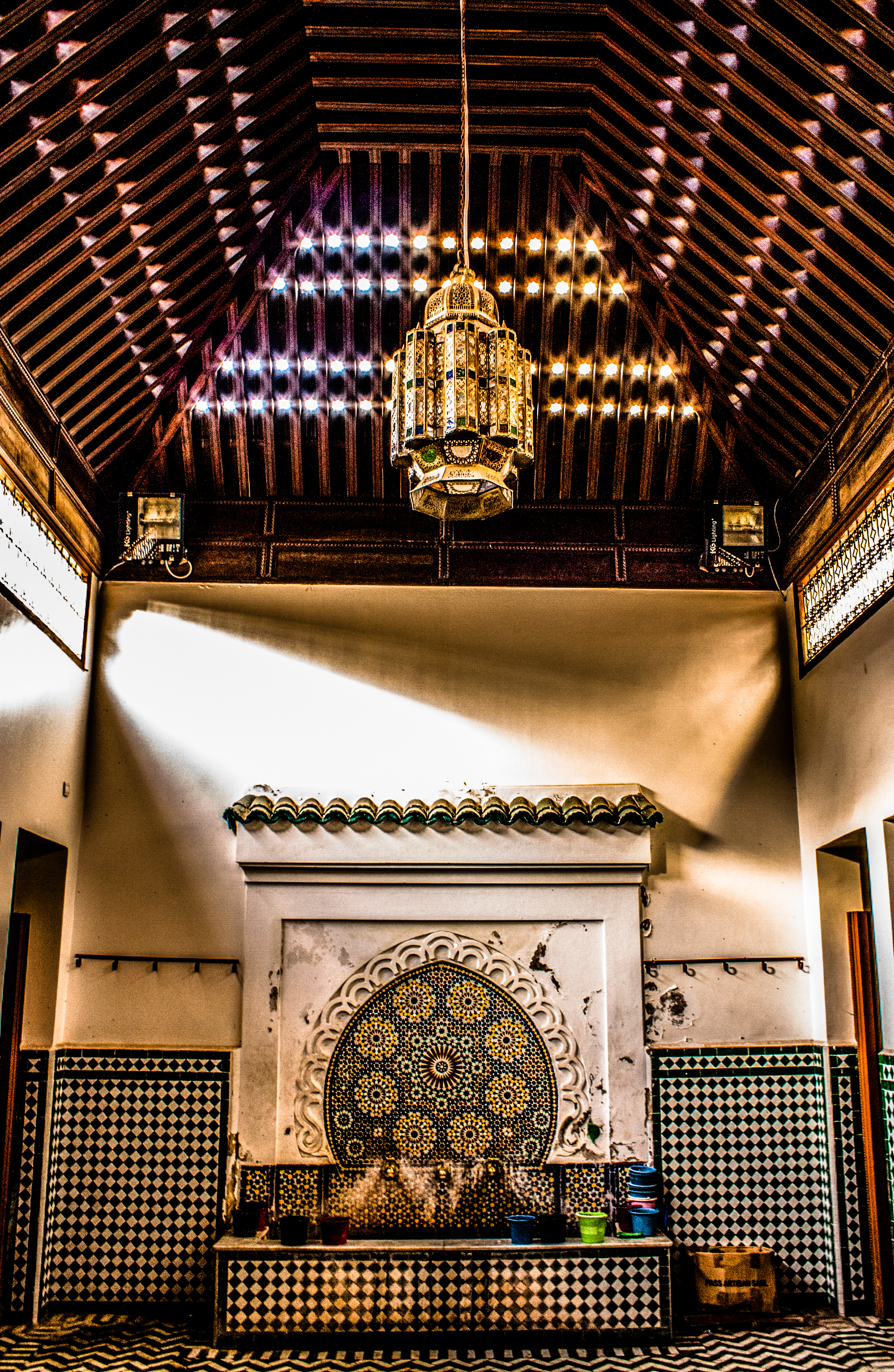